# 2013 en animation asiatique
Voir aussi: 2013 au cinéma - 2013 à la télévision
2012 en animation asiatique - 2013 en animation asiatique - 2014 en animation asiatique

## Festivals et conventions
- 9 et 10 février : Paris Manga (15e édition)
- 4 au 7 juillet : Japan Expo (14e impact)
- 5 et 6 octobre : Paris Manga (16e édition)

## Principales diffusions en France

### Films
- 15 mai : One Piece Z (au cinéma)
- 6 juin : Naruto Shippuden: Road to Ninja (au Gaumont-Opéra de Paris)
- 4 juillet : Naruto Shippuden: Road to Ninja (à Japan Expo)
- 7 juillet : Fairy Tail : La Prêtresse du Phoenix (à Japan Expo)
- 22 novembre : Puella Magi Madoka Magica: Rebellion (au Grand Rex)

### Séries télévisées
- 13 mars : Saint Seiya Omega
- 19 octobre : Pokémon la série: XY

## Principales diffusions au Japon

### Films
- 12 janvier : Hunter × Hunter: Phantom Rouge
- 1er février : Berserk Ōgon Jidai-Hen III
- 23 février : To aru majutsu no Index: Gekijōban
- 16 mars : PreCure All Stars New Stage 2
- 30 mars : Dragon Ball Z: Battle of Gods
- 20 avril : Détective Conan : Un détective privé en mer lointaine
- 20 avril : Steins;Gate: Fuka ryōiki no Déjà vu
- 10 mai : Les Vacances de Jésus et Bouddha
- 6 juillet : Gintama Kanketsu-hen : Yorozuya yo Eien Nare
- 13 juillet : Pokémon, le film : Genesect et l'Éveil de la légende
- 20 juillet : Le vent se lève
- 27 juillet : Toriko Bishokushin no Special Menu
- 26 octobre : Eiga Dokidoki! PreCure
- 26 octobre : Puella Magi Madoka Magica: Rebellion
- 23 novembre : Persona 3 The Movie -#1 Spring of Birth-
- 27 décembre : Hunter × Hunter: The Last Mission
- décembre : Lupin III vs Détective Conan Le Film

### Séries télévisées
- 6 janvier : Love Live! School Idol Project
- 6 janvier : Minami-ke: Tadaima
- 6 janvier : Senran Kagura
- 7 janvier : Courtesy of Zettai Karen Children The Unlimited
- 11 janvier : Chihayafuru (saison 2)
- 11 janvier : Vividred Operation
- 13 janvier : Cardfight!! Vanguard (saison 3)
- 17 janvier : Pokémon Noir et Blanc Aventures à Unys (Episode N)
- 3 février : Dokidoki! PreCure
- 2 avril : DD Hokuto no Ken
- 3 avril : Karneval
- 4 avril : Devil Survivor 2 The Animation
- 5 avril : Date A Live
- 6 avril : Zettai Bōei Leviathan
- 7 avril : L'Attaque des Titans
- 7 avril : Haiyore! Nyaruko-san W
- 8 avril : Arata
- 8 avril  : Hayate the Combat Butler Cuties
- 12 avril : To aru kagaku no Railgun S
- 12 avril : Valvrave the Liberator
- 25 avril : Pokémon Noir et Blanc Aventures à Unys et au-delà
- 8 mai : Inazuma Eleven GO: Galaxy
- 4 juillet : Rozen Maiden
- 4 juillet : Senki Zesshō Symphogear G
- 6 juillet : Fate/kaleid liner Prisma Illya
- 7 juillet : Blood Lad
- 7 juillet : High School DxD New
- 8 juillet : Que sa volonté soit faite (saison 3)
- 8 juillet  : Watashi ga Motenai nowa dō kangaetemo Omaera ga Warui!
- 11 juillet : Silver Spoon
- 12 juillet : Hyperdimension Game Neptunia The Animation
- 13 juillet : Futari wa Milky Holmes
- 17 octobre : Pokémon XY
- 3 octobre : Infinite Stratos 2
- 3 octobre : Kill la Kill
- 4 octobre : Strike the Blood
- 5 octobre : Kuroko's Basket (saison 2)
- 5 octobre : Little Busters! Refrain
- 5 octobre : White Album 2
- 6 octobre : Magi: The Kingdom of Magic (saison 2)
- 7 octobre : Unbreakable Machine-Doll
- 8 octobre : BlazBlue: Alter Memory
- 8 octobre : Tokyo Ravens
- 9 octobre : Noucome
- 10 octobre : Valvrave the Liberator Season 2

### Drama
- 5 octobre: Tokyo Toybox

## Principaux décès
- 18 février : Chieko Honda (seiyū)
- 4 avril : Noboru Yamaguchi (auteur de Zero no Tsukaima)
- 13 juin : Kenji Utsumi (seiyū)